# Doniophyton weddellii
Doniophyton weddellii là một loài thực vật có hoa trong họ Cúc. Loài này được Katinas & Stuessy mô tả khoa học đầu tiên năm 1997.